# Franco dell'Argovia
Il Frank è stata la valuta del canton Argovia tra 1798 ed il 1850. Era suddiviso in 10 Batzen, ognuno di 4 Kreuzer o 10 Rappen.

## Storia
Il Frank era la valuta della Repubblica Elvetica dal 1798. La Repubblica Elvetica cessò di emettere monete nel 1803. L'Argovia ha coniato monete tra il 1805 ed il 1831. Nel 1850, fu introdotto il franco svizzero con un cambio di 1½ CHF per = 1 Frank dell'Argovia.

### Concordato
Nel 1825 il canton Argovia fece un accordo ("Concordato") con altri cantoni per uniformare i tipi e soprattutto i valori delle monete. Dell'accordo, oltre ad Argovia, facevano parte Basilea, Berna, Friburgo, Soletta, Vaud.
L'accordo prevedeva l'emissione di monete con i seguenti nominali: 5, 2½, 1 e ½ Batzen e di 1 Kreuzer (= ¼ Batzen)
|          | 1/4 | 1/2 | 1 | 2½ | 5 |
| -------- | --- | --- | - | -- | - |
| Argovia  | x   | x   | x |    | x |
| Basilea  |     | x   | x |    | x |
| Berna    |     | x   | x | x  | x |
| Friburgo | x   | x   | x |    | x |
| Soletta  | x   | x   | x | x  | x |
| Vaud     |     | x   | x |    | x |

Al rovescio delle monete c'era una croce con "C" al centro e la scritta "die concordier(enden) Cantone der Schweiz" (I cantoni concordanti della Svizzera). Per Vaud la scritta era in Francese: "Les cantons concordants de la Suisse".
Al diritto ogni cantone poneva il proprio stemma.
Obiettivo del "Concordato" era eliminare l'eccesso delle proprie monete frazionali e vietare le monete di minor valore provenienti dal resto della Svizzera.
La maggior parte delle monete fu coniata nel 1826. Le ultime furono coniate a Vaud nel 1834.
Le monete concordanti di Argovia furono quelle da 5 e da 1 Batzen coniate nel 1826 e quelle da ½ ed ¼ Batzen coniate nel 1831.

## Monete
Sono state emesse monete di biglione con i valori di 1, 2, 2½ e 5 Rappen; ½ e 1 Batzen. Sono state coniate monete d'argento con i valori di 5, 10 e 20 Batzen e di 4 Frank (o Neutaler). La moneta da 2½ Rappen era anche chiamata 1 Kreuzer.